# Scrinia slavonica
Scrinia Slavonica je povijesni stručni časopis, godišnjak, koji objavljuje radove posvećene povijesti prostora na koji se odnosi moderna upotreba pojmova Slavonija (uključujući hrvatsku Baranju) i Srijem.

## Povijest
Izdavač Scrinie Slavonice je Hrvatski institut za povijest - Podružnica za povijest Slavonije, Srijema i Baranje, Slavonski Brod. Časopis je počeo izlaziti 2001. godine, a urednik je Stanko Andrić.

## Sadržaj
Časopis nastoji uspostaviti regionalnu slavonsku povijest kao mogući okvir sustavnoga historiografskog istraživanja. Objavljuje temeljne istraživačke studije, sintetske ili pregledne radove te manje cjeline relevantne povijesne građe. Kroz prijevode članaka i prikaze knjiga nastoji pratiti historiografska kretanja i novitete u zemljama u neposrednom susjedstvu slavonske regije, Mađarskoj, Srbiji (Vojvodini) i Bosni i Hercegovini.

## Vanjske poveznice
Mrežna mjesta
- Scrinia Slavonica na Hrčku
- Scrinia Slavonica na stranicama Hrvatskog instituta - Podružnice za povijest Slavonije, Srijema i Baranje